# Барт, Джессика
Джессика Барт — американская актриса театра и кино, известная по роли Тами-Линн МакКафферти в фильме «Тед» и его продолжении.

## Биография
Джессика Барт родилась в Филадельфии у индийского отца и ирландской матери.
После окончания школы она посещала занятия в театре Вильма, а позже поступила в Университет Ла Саль, где два года изучала коммуникации.
Позже она получила степень бакалавра искусств в Университете Западного Честера, где изучала актёрский театр и творческое письмо.

## Карьера
Барт работала в трех разных ресторанах в Лос-Анджелесе. Она начала свою актёрскую карьеру с театральных постановок, с первой телевизионной роли в The District в 2004 году и первой роли в кино в Neo Ned в 2005 году.
Барт заслужила всемирное признание, благодаря своему появлению в фильме Сета Макфарлей 2012 года «Тед» в роли Тами-Линн. Она сыграла эту роль также в «Teд 2» (2015).
В 2012 году Барт обвинила своего менеджера Дэвида Гильода в употреблении наркотиков и сексуальном насилии над ней. Она вновь изложила обвинение в 2017 году. В июне 2020 года Гильоде было предъявлено обвинение в сексуальных преступлениях, включая похищение и изнасилование.
В 2017 году Барт рассказала, что стала жертвой сексуальных домогательств со стороны Харви Вайнштейна. Она встретилась с Вайнштейном в его гостиничном номере на предполагаемой деловой встрече, где он «чередовал предложение снять её в фильме и требование обнаженного массажа в постели». Макфарлейн, который снял Джессику Барт в обоих фильмах «Тед» и «Тед 2», заявил о своей поддержке её обвинений в заявлении в Twitter.

## Фильмография

### Кино
- Нео Нед (2005)
- Покинутые (2005)
- Пророк (2007)
- Мистер Голубое небо (2007) •
- Станьте умнее (2008)
- Портал (2009)
- Водопой (2009)
- «Тед» (2012)
- «Тед 2» (2015)
- Скажи мне свое имя (2018)

### Телевидение
- 2004: The District (сериал, эпизод 4x12 Breath of Life))
- 2005: Уловка
- 2005: Один на один (сериал, эпизод 5x02 Money’s Tight and So Are My Abs)
- 2006: К югу от ниоткуда (сериал, эпизод 2x05 Rules of Engagement)
- 2007: Как я встретил вашу маму (сериал, эпизод 2x18 Moving Day))
- 2007: Дни нашей жизни
- 2007, 2008, 2012: Гриффины (сериал, 3 эпизода, озвучка)
- 2008: C.S.I.: Место преступления (сериал, эпизод 5x05 Leave Out All the Rest)
- 2010: Город хищниц (сериал, эпизод 1x14 All the Wrong Reasons)
- 2012: Мелисса и Джоуи (сериал, эпизод 2x06 Расставание трудно сделать)
- 2012: Парки и зоны отдыха (сериал, эпизод 5x08 Pawnee Commons))
- 2018: Смертельные уроки (телефильм)